# Коноплянцев, Алексей Александрович
Алексей Александрович Коноплянцев (1913—2003) — учёный-геолог, гидрогеолог, лауреат премии имени Ф. П. Саваренского (1977).

## Биография
Родился 20 июня 1913 года в Санкт-Петербурге в семье литератора Александра Михайловича Коноплянцева (1875—1946), автора биографии философа Константина Леонтьева, и Софьи Павловны Коноплянцевой (Покровской) (1883—1980). Детство, совпавшее с гражданской войной, провел в Ельце.
В 1937 году — окончил Московский геологоразведочный институт.
В 1947 году — защитил кандидатскую диссертацию.
В 1967 году — защитил докторскую диссертацию.
В 1970 году — присвоено учёное звание профессора.
С 1937 по 1946 годы — занимал различные должности — от инженера-гидрогеолога до начальника партии в системе АН СССР, Наркомхимпрома, Наркомтяжпрома СССР.
С 1949 по 1954 годы — начальник 2-го главного геологического управления Мингео СССР.
С 1954 по 1957 годы — заместитель министра геологии и охраны недр СССР.
С 1957 года — руководитель отдела ресурсов, динамики и режима подземных вод во ВСЕГИНГЕО.
Умер 15 февраля 2003 года в Москве.

## Научная деятельность
Один из основателей учения о режиме подземных вод.
Руководил разработкой плана размещения опорной государственной сети наблюдения за режимом подземных вод, составлением гидрогеологических прогнозов.
Научный редактор и соавтор широко известной работы — «Методическое руководство по изучению режима подземных вод».
Первооткрыватель Мало-Каратаусского месторождения пресных вод в Казахстане.

## Награды
- Орден Трудового Красного Знамени
- Медаль «За трудовое отличие»
- Медаль «За трудовую доблесть»
- Медаль «За доблестный труд в Великой Отечественной войне 1941—1945 гг.»
- Сталинская премия за выдающиеся изобретения и коренные усовершенствования методов производственной работы (второй степени, в составе группы, за 1946 год) — за открытие и геологическое исследование КФБ
- Премия имени Ф. П. Саваренского (совместно с С. М. Семёновым, за 1977 год) — за работу «Прогноз и картирование режима грунтовых вод»
- Почётный разведчик недр (1983)
- Первооткрыватель месторождения — за проведение исследований в Мало-Карауском фосфоритовом бассейне и выявлению источников для снабжения водой месторождений и поселков Каратау